# Liste der Stolpersteine in Leuna
Die Liste der Stolpersteine in Leuna enthält alle Stolpersteine, die im Rahmen des gleichnamigen Kunst-Projekts von Gunter Demnig in Leuna verlegt wurden. Mit ihnen soll Opfern des Nationalsozialismus gedacht werden, die in Leuna lebten und wirkten. Die erste Verlegung fand am 17. Oktober 2011 statt.

## Liste der Stolpersteine
| Adresse                                          | Datum der Verlegung           | Person | Inschrift | Bild | Bild des Hauses |
| ------------------------------------------------ | ----------------------------- | --- | --- | --- | --------------- |
| Am Haupttor 99 ·                                 | 25. Okt. 2017 / 19. Juni 2018 | Zwangsarbeiter-Kinder | ‘Keckermühle’ Leuna HIER LEBTEN UND STARBEN 15 Kinder – in Gefangenschaft geboren von ihren Müttern isoliert mangelhaft oder nicht versorgt ursprünglich: Zwangsarbeiterlager „Keckermühle“ Leuna HIER LEBTEN 15 Kinder in Gefangenschaft geboren Leuna / Bad Dürrenberg TOT 1944–1945 | Bild gesucht Die Wikipedia wünscht sich an dieser Stelle ein Bild vom Ort mit diesen Koordinaten 51.324653 12.012248 . Motiv: Stolperstein für Zwangsarbeiterkinder Falls du dabei helfen möchtest, erklärt die Anleitung , wie das geht. BW |                 |
| Am Haupttor 99 ·                                 | 19. Juni 2018                 | Boris Jean Beštianek (1944–1945) | BORIS JEAN BEŠTIANEK geb. 4.7.1944 tot 25.2.1945 | Bild gesucht Die Wikipedia wünscht sich an dieser Stelle ein Bild vom Ort mit diesen Koordinaten 51.324653 12.012248 . Motiv: Stolperstein für Zwangsarbeiterkinder Falls du dabei helfen möchtest, erklärt die Anleitung , wie das geht. BW |                 |
| Am Haupttor 99 ·                                 | 19. Juni 2018                 | Erika Crisek (1944–1944) | ERIKA CRISEK geb. 6.11.1944 tot 16.12.1944 | Bild gesucht Die Wikipedia wünscht sich an dieser Stelle ein Bild vom Ort mit diesen Koordinaten 51.324653 12.012248 . Motiv: Stolperstein für Zwangsarbeiterkinder Falls du dabei helfen möchtest, erklärt die Anleitung , wie das geht. BW |                 |
| Am Haupttor 99 ·                                 | 19. Juni 2018                 | Wiktor Granowskij (1944–1944) | WIKTOR GRANOWSKIJ geb. 4.3.1944 tot 27.10.1944 | Bild gesucht Die Wikipedia wünscht sich an dieser Stelle ein Bild vom Ort mit diesen Koordinaten 51.324653 12.012248 . Motiv: Stolperstein für Zwangsarbeiterkinder Falls du dabei helfen möchtest, erklärt die Anleitung , wie das geht. BW |                 |
| Am Haupttor 99 ·                                 | 19. Juni 2018                 | Waladenia Gutscher (1944–1944) | WALADENIA GUTSCHER geb. 25.12.1944 tot 31.12.1944 | Bild gesucht Die Wikipedia wünscht sich an dieser Stelle ein Bild vom Ort mit diesen Koordinaten 51.324653 12.012248 . Motiv: Stolperstein für Zwangsarbeiterkinder Falls du dabei helfen möchtest, erklärt die Anleitung , wie das geht. BW |                 |
| Am Haupttor 99 ·                                 | 19. Juni 2018                 | Wladimir Kiritschenko (1944–1945) | WLADIMIR KIRITSCHENKO geb. 24.6.1944 tot 10.1.1945 | Bild gesucht Die Wikipedia wünscht sich an dieser Stelle ein Bild vom Ort mit diesen Koordinaten 51.324653 12.012248 . Motiv: Stolperstein für Zwangsarbeiterkinder Falls du dabei helfen möchtest, erklärt die Anleitung , wie das geht. BW |                 |
| Am Haupttor 99 ·                                 | 19. Juni 2018                 | Walentina Logatschowa (1944–1944) | WALENTINA LOGATSCHOWA geb. 1.8.1944 tot 7.12.1944 | Bild gesucht Die Wikipedia wünscht sich an dieser Stelle ein Bild vom Ort mit diesen Koordinaten 51.324653 12.012248 . Motiv: Stolperstein für Zwangsarbeiterkinder Falls du dabei helfen möchtest, erklärt die Anleitung , wie das geht. BW |                 |
| Am Haupttor 99 ·                                 | 19. Juni 2018                 | Raimund Merker (1944–1944) | RAIMUND MERKER geb. 8.12.1944 tot 21.12.1944 | Bild gesucht Die Wikipedia wünscht sich an dieser Stelle ein Bild vom Ort mit diesen Koordinaten 51.324653 12.012248 . Motiv: Stolperstein für Zwangsarbeiterkinder Falls du dabei helfen möchtest, erklärt die Anleitung , wie das geht. BW |                 |
| Am Haupttor 99 ·                                 | 19. Juni 2018                 | Nikolaj Pipatschuk (1944–1944) | NIKOLAJ PIPATSCHUK geb. 16.4.1944 tot 9.12.1944 | Bild gesucht Die Wikipedia wünscht sich an dieser Stelle ein Bild vom Ort mit diesen Koordinaten 51.324653 12.012248 . Motiv: Stolperstein für Zwangsarbeiterkinder Falls du dabei helfen möchtest, erklärt die Anleitung , wie das geht. BW |                 |
| Am Haupttor 99 ·                                 | 19. Juni 2018                 | Witalij Schatkowskj (1944–1944) | WITALIJ SCHATKOWSKJ geb. 4.1.1944 tot 24.9.1944 | Bild gesucht Die Wikipedia wünscht sich an dieser Stelle ein Bild vom Ort mit diesen Koordinaten 51.324653 12.012248 . Motiv: Stolperstein für Zwangsarbeiterkinder Falls du dabei helfen möchtest, erklärt die Anleitung , wie das geht. BW |                 |
| Am Haupttor 99 ·                                 | 19. Juni 2018                 | Anatolij Schtscherbatjuk (1944–1944) | ANATOLIJ SCHTSCHERBATJUK geb. 7.5.1944 tot 7.10.1944 | Bild gesucht Die Wikipedia wünscht sich an dieser Stelle ein Bild vom Ort mit diesen Koordinaten 51.324653 12.012248 . Motiv: Stolperstein für Zwangsarbeiterkinder Falls du dabei helfen möchtest, erklärt die Anleitung , wie das geht. BW |                 |
| Am Haupttor 99 ·                                 | 19. Juni 2018                 | Larisa Stawizka (1944–1944) | LARISA STAWIZKA geb. 12.5.1944 tot 15.9.1944 | Bild gesucht Die Wikipedia wünscht sich an dieser Stelle ein Bild vom Ort mit diesen Koordinaten 51.324653 12.012248 . Motiv: Stolperstein für Zwangsarbeiterkinder Falls du dabei helfen möchtest, erklärt die Anleitung , wie das geht. BW |                 |
| Am Haupttor 99 ·                                 | 19. Juni 2018                 | Wladimir Stepanow (1943–1944) | WLADIMIR STEPANOW geb. 23.10.1943 tot 17.10.1944 | Bild gesucht Die Wikipedia wünscht sich an dieser Stelle ein Bild vom Ort mit diesen Koordinaten 51.324653 12.012248 . Motiv: Stolperstein für Zwangsarbeiterkinder Falls du dabei helfen möchtest, erklärt die Anleitung , wie das geht. BW |                 |
| Am Haupttor 99 ·                                 | 19. Juni 2018                 | Wladimir Titow (1944–1944) | WLADIMIR TITOW geb. 3.6.1944 tot 4.9.1944 | Bild gesucht Die Wikipedia wünscht sich an dieser Stelle ein Bild vom Ort mit diesen Koordinaten 51.324653 12.012248 . Motiv: Stolperstein für Zwangsarbeiterkinder Falls du dabei helfen möchtest, erklärt die Anleitung , wie das geht. BW |                 |
| Am Haupttor 99 ·                                 | 19. Juni 2018                 | Joanna Wiśnewska (1944–1945) | JOANNA WIŚNEWSKA geb. 17.1.1944 tot 31.1.1945 | Bild gesucht Die Wikipedia wünscht sich an dieser Stelle ein Bild vom Ort mit diesen Koordinaten 51.324653 12.012248 . Motiv: Stolperstein für Zwangsarbeiterkinder Falls du dabei helfen möchtest, erklärt die Anleitung , wie das geht. BW |                 |
| Am Haupttor 99 ·                                 | 19. Juni 2018                 | Michele? (1945–1945) | MICHELE geb. 10.3.1945 tot 23.3.1945 | Bild gesucht Die Wikipedia wünscht sich an dieser Stelle ein Bild vom Ort mit diesen Koordinaten 51.324653 12.012248 . Motiv: Stolperstein für Zwangsarbeiterkinder Falls du dabei helfen möchtest, erklärt die Anleitung , wie das geht. BW |                 |
| Joliot-Curie-Straße 45 (ehemals Breite Straße) · | 17. Okt. 2011                 | Walter Baumann (1902–1940) Walter Baumann stammte aus Hildesheim und arbeitete in Leuna als Chemiker. Aus politischen Gründen würde er zunächst Anfang Oktober 1939 in Leipzig inhaftiert und erneut am 9. November 1939. Am 7. März 1940 wurde er ins KZ Sachsenhausen deportiert, wo er am 27. April ermordet wurde. | Hier wohnte DR. WALTER BAUMANN Jg. 1902 verhaftet 9.11.1939 Gestapo Leipzig 1940 Sachsenhausen ermordet 27.4.1940 | Bild gesucht Die Wikipedia wünscht sich an dieser Stelle ein Bild vom Ort mit diesen Koordinaten 51.324228 12.021434 . Motiv: Stolperstein für Walter Baumann Falls du dabei helfen möchtest, erklärt die Anleitung , wie das geht. BW       |                 |